# Leggi di Kirchhoff
Le leggi di Kirchhoff sono due relazioni connesse con la conservazione della carica e dell'energia nei circuiti elettrici a parametri concentrati. Furono formulate da Gustav Robert Kirchhoff nel 1845 a seguito di esperimenti empirici e precedono storicamente le ben più complesse e generali equazioni di Maxwell.

## Prima legge di Kirchhoff

Legge di Kirchhoff sulle correnti di un nodo.

La prima legge di Kirchhoff, conosciuta anche come legge dei nodi (LKC o LKI o KCL), afferma che, definita una superficie chiusa che contenga un circuito elettrico in regime stazionario, la somma algebrica delle correnti che attraversano la superficie (con segno diverso se entranti o uscenti) è nulla. In ogni istante di tempo si ha quindi:
{\displaystyle \sum _{\sigma }i_{k}(t)=0}
dove σ è la superficie che racchiude parte del circuito e {\displaystyle i_{k}(t)} il valore della {\displaystyle k-}esima corrente (che attraversa σ) all'istante {\displaystyle t}.
In una formulazione semplificata, e definendo una superficie che racchiuda un singolo nodo del circuito, si può dire che in esso la somma delle correnti entranti è uguale alla somma delle correnti uscenti (per la definizione di nodo vedi la figura più sotto).
Indicando con {\displaystyle I_{e}} le correnti entranti e con {\displaystyle I_{u}} le correnti uscenti, in formula si scrive:
{\displaystyle \sum I_{e}=\sum I_{u}}
Ad esempio, per dimostrare, prendiamo un nodo a cui giungono quattro rami del circuito e chiamiamo le correnti {\displaystyle i_{1}}, {\displaystyle i_{2}}, {\displaystyle i_{3}} ed {\displaystyle i_{4}}. Decido che dai rami 3 e 4 uscirà corrente, quindi la formula sarà:
{\displaystyle i_{1}+i_{2}=i_{3}+i_{4}}
che trasformata nella forma canonica
{\displaystyle i_{1}+i_{2}-i_{3}-i_{4}=0}
La somma algebrica totale sarà quindi nulla.
Se risolvendo il circuito otteniamo un valore negativo di corrente questo significa che il verso effettivo con cui la carica percorre il ramo è l'opposto di quello ipotizzato all'inizio.
Se il circuito è in corrente continua la somma va intesa come somma algebrica.
Se il circuito è in regime sinusoidale (vedi anche corrente alternata) la somma può essere fatta anche sui fasori corrispondenti alle correnti (quindi come somma vettoriale).
La prima legge semplicemente riflette il fatto che la carica non può essere dispersa. Se vengono indicati tutti i possibili tragitti lungo i quali il trasferimento della carica è possibile, e se si è certi che un'emissione effettiva di elettroni o effetti collaterali non esistono, allora la carica netta spostata verso un nodo deve uguagliare quella che vi si allontana. Conseguentemente, la velocità totale con cui la carica entra in un nodo, ovvero la corrente in entrata, deve uguagliare la velocità totale della carica che lo lascia, ovvero la corrente in uscita.
La prima legge di Kirchhoff è dunque una conseguenza del principio di conservazione della carica elettrica.

## Seconda legge di Kirchhoff

Rappresentazione schematica di un circuito.
Ramo (o arco o lato): singolo percorso circuitale (tra due nodi)
Nodo: punto in cui convergono almeno tre rami
Maglia: insieme di due o più rami che formano un cammino chiuso
(vedi Teoria dei grafi)

La seconda legge di Kirchhoff, nota anche come legge delle maglie (LKT o LKV o KVL), afferma che la somma algebrica delle tensioni agenti tra le coppie di punti nello spazio che formano una qualsiasi sequenza chiusa (orientata) è uguale a zero.
Nella formulazione più semplice la legge dice che la somma algebrica delle tensioni lungo una linea chiusa (con il segno appropriato in funzione del verso di percorrenza della maglia stessa) è pari a zero.
Se le grandezze elettriche del circuito sono rappresentate nel dominio del tempo (per esempio se è in corrente continua) la somma va intesa come somma algebrica.
Se il circuito è in corrente alternata e le grandezze elettriche sono rappresentate da fasori la somma può essere fatta anche sui fasori corrispondenti alle tensioni (quindi come somma vettoriale).
Indicando con {\displaystyle V_{i}} le tensioni, in formula si può scrivere:
{\displaystyle \sum V_{i}=0}.
Una maglia (vedi figura) è un percorso chiuso di una rete elettrica che partendo da un nodo torna allo stesso senza attraversare uno stesso ramo due volte, non è necessario che tra due nodi successivi di una maglia ci sia un componente "effettivo" (anche perché si può sempre immaginare la presenza di un componente corto circuito o circuito aperto).
Ad esempio, applichiamo la legge alla maglia {\displaystyle a}, {\displaystyle b}, {\displaystyle c}, {\displaystyle d}, {\displaystyle a} del circuito in figura.
Partiamo dal nodo {\displaystyle a} percorrendo la maglia in senso orario e ipotizziamo che i potenziali elettrici dei nodi da {\displaystyle a} a {\displaystyle d} siano via via decrescenti.
Si ha:
{\displaystyle v_{1}+v_{2}+v_{3}-v_{4}=0}
Questa legge corrisponde alla legge di conservazione dell'energia per un campo conservativo, in quanto afferma che il lavoro compiuto per far compiere ad una carica un percorso chiuso deve essere uguale a zero.

## Applicazione delle leggi di Kirchhoff nello studio dei circuiti
Nel caso più semplice, studiare un circuito significa trovare le correnti in tutti i rami dello stesso a partire dalla conoscenza delle f.e.m. dei generatori di tensione e delle resistenze o impedenze. Dato un generico circuito con R rami ed N nodi, serve quindi scrivere un sistema di R equazioni linearmente indipendenti. Tale sistema di equazioni può essere scritto sfruttando entrambe le due leggi di Kirchhoff. In particolare, N-1 equazioni possono essere scritte applicando la legge di Kirchhoff delle correnti, mentre per le rimanenti R-(N-1) equazioni è possibile ricorrere alla legge di Kirchhoff per le tensioni.
Serve tuttavia prestare attenzione al modo in cui scegliere le maglie alle quali applicare la legge di Kirchhoff per le tensioni. Le R-(N-1) maglie devono essere infatti indipendenti. La scelta delle maglie indipendenti può essere fatta applicando la cosiddetta regola del taglio.

## Leggi di Kirchhoff in elettronica
Le leggi di Kirchhoff delle correnti e delle differenze di potenziale si applicano ai circuiti elettronici a parametri concentrati, cioè circuiti che non irradiano, dove l'energia si può considerare concentrata nei componenti del circuito. Sotto queste ipotesi le leggi di Kirchhoff sono un'approssimazione delle leggi dell'elettromagnetismo di Maxwell, che non implicano nessuna ipotesi sulla natura dei componenti del circuito.
Le due leggi di Kirchhoff contengono un bilancio di correnti o differenze di potenziali (e quindi di energia) sul circuito elettrico; tale bilancio risulta particolarmente importante nell'analisi dei circuiti elettrici come strumento base, permettendo di scrivere relazioni (equazioni) delle maglie e dei nodi. Inoltre, nell'analisi dei transitori elettrici (ossia delle condizioni non stazionarie del circuito), la violazione delle equazioni di Kirchhoff indica la presenza di fenomeni impulsivi (utilizzare, in tal caso, gli operazionali (Laplace) e le leggi di Kirchhoff risulteranno ancora valide).